# Kafka sulla spiaggia
Kafka sulla spiaggia (海辺のカフカ?, Umibe no Kafuka) è un romanzo di Haruki Murakami.
La prima edizione originale è stata pubblicata nel 2002. La traduzione italiana, di Giorgio Amitrano, è stata pubblicata da Einaudi nel 2008. Lo stile del romanzo è riconducibile al genere del realismo magico.

## Trama

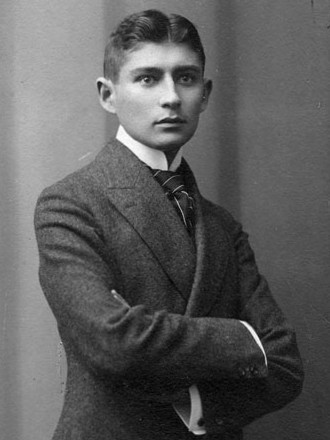
Nel testo sono presenti diversi riferimenti a Franz Kafka: più evidente tra tutti, il titolo del libro: Kafka sulla spiaggia

Il romanzo vede l'intrecciarsi di due storie parallele. La narrazione è alterna, parlando di ciascuna storia a capitoli alterni.
I capitoli dispari raccontano la storia di Tamura Kafka, un ragazzo quindicenne. Abbandonato dalla madre e dalla sorella all'età di quattro anni, decide di scappare di casa il giorno del suo compleanno; fugge da una profezia di tipo edipico, pronunciatagli dal padre: "ucciderai tuo padre e giacerai con tua madre e tua sorella". Tamura ha un alter ego, il ragazzo chiamato Corvo (un altro riferimento a Franz Kafka e al termine "taccola", un uccello appartenente alla famiglia dei corvidi, che in ceco si scrive kavka), il quale comunica spesso con lui telepaticamente. Per scappare, Tamura prende un autobus. A fianco a lui si siede una signorina, Sakura, che cerca di fare conoscenza con lui.
Successivamente, durante una sosta, lei gli lascia il suo numero, da usare in caso di bisogno. Kafka nella sua fuga si dirige verso lo Shikoku, e, incerto sul dove andare, passa le giornate in una biblioteca privata di Takamatsu, la biblioteca Kōmura, dove conosce il bibliotecario factotum Ōshima, un personaggio che, nonostante le apparenze, si rivelerà essere fisicamente una donna. Tamura alloggia in un albergo, e una sera, dopo essere andato a cenare, perde coscienza. Si risveglia in un posto ignoto 4 ore dopo, con delle macchie di sangue sulla t-shirt. Istintivamente chiama Sakura, la ragazza incontrata in autobus il primo giorno che era scappato di casa. Nonostante sia notte fonda, lei lo accoglie a casa sua, e tra i due c'è un momento di intimità. La mattina dopo Tamura si sveglia trovandosi da solo a casa, e decide di andarsene per non essere di peso a Sakura.
Così va in biblioteca e racconta la sua storia ad Ōshima, che propone di dargli ospitalità e un piccolo salario in cambio di aiuto nella biblioteca. La coordinatrice della biblioteca è la signora Saeki, una donna non più giovane ma molto attraente, dal passato alquanto misterioso: da giovanissima era stata una cantautrice famosa grazie a una sola canzone da lei composta, dal titolo "Kafka sulla spiaggia" (da cui poi il nome del romanzo), ma poi scomparve dalle scene e si ritirò a vita privata. La canzone era dedicata al suo ragazzo, ucciso perché scambiato per un'altra persona, considerato la sua anima gemella. Tamura se ne innamora e crede di vedere in lei la propria madre. Una sera vede un fantasma entrare nella stanza dove dorme (precedentemente occupata dal ragazzo della signora Saeki), e riconosce la signora Saeki della sua età. Il fantasma fissa il quadro appeso al muro, raffigurante il suo ragazzo sulla spiaggia, e poi se ne va. Ogni notte questo evento si ripete, e Tamura si innamora, inconsapevole se del fantasma quindicenne o della vera signora Saeki. Una notte la signora Saeki torna in biblioteca, entra nella stanza di Tamura, come il fantasma prima di lei, e ha con lui un rapporto d'amore. Quando entrava in quella stanza, lei tornava metaforicamente quindicenne e trattava Tamura come fosse il suo ragazzo. Ricercato dalla polizia perché sospettato dell'omicidio del padre, Tamura si mette in viaggio con Ōshima verso la baita del fratello, situata in una foresta fitta e misteriosa.
La notte stessa Tamura, in un sogno tra il surreale e la realtà, si ritrova nell'appartamento di Sakura. Ha con lei un rapporto d'amore, contro il suo volere e contro l'opinione del ragazzo chiamato Corvo. In questo modo infrange la profezia, avendo ucciso il padre e avendo avuto un rapporto sessuale sia con la madre che con la sorella. Il giorno dopo decide di avventurarsi nella foresta. Arrivato a un certo punto, lascia il suo equipaggiamento e trova due soldati, ritenuti dispersi anni prima durante una spedizione, che sorvegliano l'"entrata". Decide di passare e dopo diverse ore di cammino arriva in un villaggio situato in una vallata. Gli viene assegnata una casa e lì trova la signora Saeki quindicenne che sbriga le faccende di casa per lui. Il giorno successivo, dopo l'arrivo della signora Saeki quindicenne, entra in casa la vera signora Saeki, che lo invita a uscire immediatamente dalla città tramite l'"entrata" dalla quale è entrato, prima che sia troppo tardi. Titubante, esegue i suoi ordini. Appena uscito dall'"entrata", si dirige verso la baita di Ōshima. Successivamente lo viene a prendere Sada, il fratello di Ōshima, e i due tornano alla biblioteca. Tamura decide che la cosa migliore per lui è tornare a Tokyo e proseguire gli studi. Non prima, però, di aver preso il quadro raffigurante "Kafka sulla spiaggia", lasciatogli nel testamento dalla signora Saeki. Prende il primo autobus per Tokyo, e, in una giornata piovosa, si addormenta.
I capitoli pari raccontano la storia di Nakata, un vecchietto rimasto un po' stupido a seguito di un misterioso incidente avuto da bambino: durante una gita di montagna con la scuola nel novembre del 1944, tutti i bambini erano caduti per alcuni minuti in una misteriosa trance; solo Nakata non si era svegliato che due settimane dopo. Successivamente si scopre che la maestra che aveva portato la scolaresca in montagna aveva picchiato Nakata, e lei si ritiene colpevole della sua disabilità. Questo incidente gli ha portato come conseguenza l'incapacità di leggere e scrivere, anche se nel corso della storia si verrà a conoscenza di svariate capacità paranormali di Nakata, come quella di parlare con i gatti e far piovere animali dal cielo. Un giorno, dopo che gli è affidato il compito di cercare la gatta Goma, si imbatte in uno strano personaggio di nome Johnnie Walker, che rapisce i gatti per ucciderli e rubare la loro anima: questi chiede a Nakata di ucciderlo, e in cambio lui la smetterà di torturare i gatti. Nakata, pur mantenendo la sua innocenza, lo uccide.
Successivamente si viene a scoprire che Johnnie Walker è un famoso scultore giapponese, nonché padre di Tamura Kafka. Nakata si consegna subito alla polizia, ma il giovane poliziotto di turno non gli crede. Nakata decide così di andare via dal suo luogo natio, Nakano, andando verso posti a lui sconosciuti, accompagnato dal giovane camionista Hoshino. Nakata non si allontana da Nakano per sfuggire alla polizia, ma perché sente di avere un compito da svolgere: così si ritrova a viaggiare verso lo Shikoku, in cerca di una misteriosa "pietra dell'entrata". Hoshino, grazie all'aiuto del Colonnello Sanders, trova la pietra in un vecchio santuario abbandonato, e la porta all'hotel dove pernottava con Nakata. La sera successiva, mentre Nakata dorme, Hoshino va in giro per la città. Si ritrova in un piccolo bar, e prende un caffè, che risulta essere "buonissimo". Nel bar si sente in sottofondo il Trio dell'Arciduca, di Beethoven, e così Hoshino inizia a chiacchierare con il barista, appassionandosi di musica classica, da lui sempre odiata.
Da quel giorno Hoshino cambia completamente visione della sua vita, ritenendosi un "essere vuoto". I due prendono a noleggio una Mazda Familia per cercare "qualcosa che sa di cercare solo quando lo troverà". Per due giorni girano per le vie della città, finché per colpa di un errore di guida Hoshino si perde. Arrivano casualmente alla biblioteca Kōmura, e Nakata rivela chè è quello il luogo cercato. Aspettano il giorno dopo, martedì, per assistere alla visita guidata tenuta dalla signora Saeki. Quando Nakata la vede, sente un impellente bisogno di parlarle. I due parlano della "pietra dell'entrata", e del fatto che Nakata l'abbia aperta. Saeki rivela che a suo tempo aveva fatto la stessa cosa. Allora consegna dei fogli a Nakata, nei quali la signora Saeki ha scritto tutti gli avvenimenti della sua vita dalla morte del ragazzo, e gli chiede di disfarsene bruciandoli. I due si trovano in sintonia, come se si conoscessero da moltissimi anni; Nakata le prende la mano, e tutti i particolari malvagi nei ricordi scompaiono, lasciandoli innocui e candidi. Allora Saeki chiede a Nakata di andarsene, e si immerge completamente in essi. Quando Ōshima entra nella stanza per assicurarsi che lei stia bene, la trova con la testa poggiata sulla scrivania, morta. Nakata e Hoshino tornano a casa, ma prima di chiudere la "pietra dell'entrata" Nakata non riesce a resistere al sonno e si mette a dormire nel futon.
La mattina dopo Hoshino cerca di svegliarlo e lo trova morto. L'incarico di chiudere l'entrata passa a lui come fosse un'eredità, ma prima di chiuderla deve aspettare un segnale. Il giorno dopo compare Toro, un gatto nero, e i due parlano in "una lingua comune". Toro gli dice che verso la sera un essere, del quale non conosce né forma né dimensione, si dirigerà verso l'"entrata". Il compito di Hoshino è di ucciderlo a tutti i costi. Durante la notte, sente dei rumori nella stanza nella quale si trova Nakata, morto. Hoshino si fa coraggio e decide di entrare, armato di un coltello da cucina e un martello, e vede un essere bianco, sottile e lungo uscire dalla bocca di Nakata. Allora Hoshino cerca di ucciderlo, inutilmente, perché l'essere si rigenera. Avanza inesorabilmente e lentamente verso la pietra dell'entrata, e Hoshino capisce che l'unico modo per impedire all'essere di raggiungere l'"entrata" è chiuderla. Concentra tutte le sue forze e riesce finalmente a ribaltare la pietra, chiudendo l'"entrata". Prende il coltello e fa a pezzi l'essere simile al serpente, assicurandosi che sia morto. Lo chiude in un sacco della spazzatura, e il giorno dopo lo brucia in un falò.
Anche se Tamura e Nakata non si incontrano mai, le loro vicende sono legate in maniera complessa da eventi fantastici e misteriose coincidenze basate sul tema della memoria e dei ricordi; i due si rivelano poi essere la stessa persona. Ciò si evince da diversi episodi: per esempio, la sera dell'omicidio di Johnnie Walker Tamura ha un vuoto di memoria di quattro ore e si risveglia sporco di macchie di sangue. Parallelamente, Nakata uccide lo scultore giapponese con un coltello da cucina. Come diceva la profezia lanciata da lui a Tamura, "ucciderai tuo padre e giacerai con tua madre e tua sorella".

## Tematiche

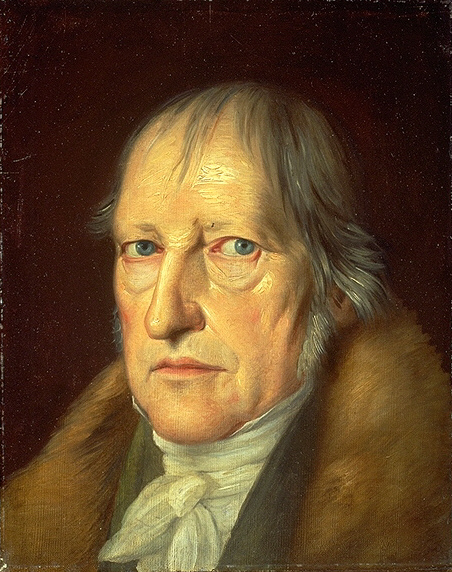
Georg Hegel, il filosofo tedesco citato nel testo

Kafka sulla spiaggia dimostra una miscela tipica di Murakami di cultura popolare, realismo magico, suspense, umorismo, una trama coinvolgente mista a una sessualità potente ed espressiva. Presenta inoltre una maggiore enfasi sulle tradizioni religiose giapponesi, in particolare lo shintoismo. Il potere e la bellezza della musica come mezzo comunicativo sono uno dei temi centrali del romanzo — il titolo stesso deriva da una canzone che Tamura Kafka ha ascoltato su un disco in biblioteca. La musica di Beethoven, in particolare il Trio Arciduca, è usata molte volte come metafora.
Il filosofo Hegel ha un'influenza sul racconto e viene anche citato direttamente. La dialettica hegeliana (tesi, antitesi e sintesi) ha un ruolo fondamentale nel romanzo.

## Personaggi

### Umani
- Tamura Kafka - Il vero nome del personaggio non viene rivelato al lettore. Dopo esser scappato di casa, Tamura si sceglie il suo nuovo nome, "Kafka", in onore dello scrittore Franz Kafka. Tamura è descritto come sviluppato fisicamente per la sua età e «un ragazzino quindicenne alto che porta uno zaino e un bagaglio di ossessioni». È il figlio del famoso scultore giapponese Koichi Tamura. Sua madre e sua sorella hanno lasciato la famiglia quando lui aveva quattro anni: di conseguenza lui non ricorda nulla di loro, nemmeno il loro aspetto. Occasionalmente riesce a interagire con il suo alter ego metafisico chiamato "Il ragazzo di nome Corvo" ("kafka" suona come "kavka", che significa taccola, un uccello simile a un corvo, in ceco; è anche un altro riferimento allo scrittore Franz Kafka). Corvo dice a Tamura per tutta la durata del romanzo che lui è «il quindicenne più duro del mondo», e lo spinge a intraprendere il viaggio di fuga da casa. Per tutto il romanzo è fortemente suggerito che Tamura, la signora Saeki e Nakata siano in qualche modo collegati in una "realtà alternativa" su cui gli oggetti metafisici del subconscio delle persone prendono forma portandoli a trovare un'essenza nelle loro vite in cambio della rimozione di una 'parte' della loro anima.

- Nakata Satoru - Nakata, primo di tre figli, era destinato a diventare un uomo di successo come i suoi fratelli. Eccelleva a scuola e prendeva i voti più alti. Perse le sue facoltà mentali diventando analfabeta durante una gita per raccogliere dei funghi con la scuola su una montagna, verso la fine della Seconda guerra mondiale nell'autunno del 1944, dove un misterioso lampo di luce fa perdere coscienza per un paio d'ore a tutti i bambini. Tuttavia non è questa la causa della sua disabilità: Nakata (per diverse ragioni) è stato picchiato dalla maestra. A differenza degli altri bambini, che si sono ripresi poco dopo, lui è rimasto incosciente per diverse settimane, e dopo il suo risveglio scopre che la sua memoria e le sue funzioni intellettuali superiori (cioè il pensiero astratto) e la sua capacità di lettura sono scomparse. Al loro posto, subentra la capacità di parlare con i gatti e di far piovere animali dal cielo.

- Ōshima - Ventunenne intellettuale, emofiliaco e transgender, è bibliotecario della Komura Memorial Library e proprietario di una baita in montagna dove Tamura soggiorna nel corso del romanzo. Diventa il mentore di Tamura e lo guida dandogli risposte alle sue domande.

- Hoshino - Un camionista di circa venticinque anni. Simpatizza per Nakata, data la sua somiglianza con suo nonno, deceduto, e lo accompagna verso il suo incerto viaggio.

- La signora Saeki - Ha circa quarantacinque anni e occupa il posto di direttrice nella biblioteca privata dei Komura, dove Oshima lavora e dove Tamura Kafka vive per parte del romanzo. Da giovane era una cantante, e ha inciso la canzone "Kafka sulla spiaggia", che unisce molti temi del romanzo. Sebbene dia l'idea di essere una donna equilibrata, elegante e sempre sorridente, Saeki in realtà è un'anima infelice e tormentata dai ricordi del suo grande amore, morto circa venticinque anni prima.

- Sakura - Una ragazza che Kafka incontra sull'autobus il primo giorno scappato di casa. Lei in seguito lo aiuterà, offrendogli ospitalità a casa sua.

- Johnnie Walker - Un assassino di gatti che progetta di creare un flauto con le loro anime. Il suo nome deriva da Johnnie Walker, una marca di whisky scozzese, e si veste in modo simile all'uomo che appare nel logo dell'azienda.

- Il colonnello Sanders - Un'"idea astratta" «Tanto quel signore in effetti è solo un'idea astratta. Non è né uomo né un dio né un buddha. Ed essendo un'idea astratta non ha nessuna forma. Ma poiché ha bisogno di un aspetto esteriore, ha assunto quello del colonnello Sanders». Il colonnello Sanders è il fondatore della catena di fast food americana Kentucky Fried Chicken. Aiuta Hoshino a trovare la pietra dell'entrata in un vecchio santuario abbandonato.

- Sada - Il fratello di Ōshima, nonché proprietario e costruttore della baita in montagna. È appassionato di surf e dirige un negozio di attrezzi per questo sport.

### Gatti
- Goma - Un gattino disperso color squama di tartaruga appartenente alla famiglia Koizumi. Il compito di Nakata è ritrovarlo e riportarlo alla famiglia in cambio di un compenso in denaro.

- Otsuka - Un gatto nero con il quale Nakata parla, chiedendogli indicazioni su dove trovare Goma.

- Kawamura - Un gatto diventato disabile mentalmente dopo essere stato investito da una bici. Nonostante Kawamura abbia un lessico ridotto e parli in modo sconnesso, lui e Nakata riescono a comunicare grazie all'aiuto di Mimi. Viene ucciso da Johnnie Walker.

- Mimi - Una gatta siamese appassionata di musica classica, aiuta Nakata a capire ciò che Kawamura cerca di dire.

- Okawa - Un gatto soriano che avverte Nakata del pericolo di Johnnie Walker.

- Toro - Un gatto nero che diventa temporaneamente un "concetto astratto", dà a Hoshino le istruzioni su come chiudere l'"entrata".

## Critica
Il romanzo ha ricevuto l'approvazione del 79% dal sito iDreamBooks, basato su 31 recensioni. Il New York Times lo ha messo nella classifica dei 10 migliori libri del 2005.

## Edizioni
- Kafka sulla spiaggia, traduzione di Giorgio Amitrano, Giulio Einaudi Editore, 2008, ISBN 978-88-06-18603-6.

## Premi
- 2006 – Premio World Fantasy[7]